# Nick at Nite
Nick at Nite (estilizado como nick@nite) é um bloco de programação noturna transmitido pela Nickelodeon desde 1 de julho de 1985.
A Nickelodeon é conhecida por seus programas infantis, enquanto o Nick at Nite exibe programas para adultos e adolescentes com uma programação de reprises, principalmente seriados em live-action. No entanto, várias modificações foram feitas no bloco, tornando-se agora um espaço para reprise de séries conhecidas do canal.
Em 1 de janeiro de 2015 o bloco Nick at Nite foi extinto da America Latina e Brasil.

## História
O Nick at Nite foi lançado nos EUA em 1 de julho de 1985. Em 2003, a Viacom Media Networks Brasil já estava planejando projetos para tenta chamar a atenção dos adultos ao Nickelodeon, após o cancelamento de Os Castores Pirados. Para isso, em 13 de fevereiro de 2006, o Nick at Nite foi trazida ao Brasil com as vinhetas e as séries dubladas.
Foram mais de 21 anos para que o bloco chegasse na América Latina (incluindo o Brasil). Devido a problemas técnicos, o bloco, no Brasil, estreou com apenas quatro das atrações esperadas: Alf, o Eteimoso, Os Monstros, A Feiticeira e Jeannie é um Gênio.
Em 1º de maio de 2006, estrearam as sitcoms esperadas: A Família Addams, Primo Cruzado, Vivendo e Aprendendo e a inédita Mork & Mindy. Em 3 de junho de 2006, a série Minha Família É uma Bagunça foi adicionada à programação.
A partir de janeiro de 2007, a série Primo Cruzado deixa o bloco, e no seu lugar entra Minha Família É uma Bagunça, num horário diário. No dia 1º de fevereiro de 2008, a "Nick at Nite", após quase 2 anos sem novidades, inclui mais dois seriados: Kenan e Kel e Clarissa, substituindo Mork & Mindy e Vivendo e Aprendendo.
No dia 5 de maio de 2008, entram no ar as séries Um Maluco no Pedaço e Agente 86. No dia 9 de junho, A "Nick at Nite" do Brasil fica mais parecida com a "Nick at Nite" dos EUA, transformando seu logotipo em um carimbo laranja, tendo uma passagem entre os intervalos e o programa.
A partir de janeiro de 2009, a série A Família Addams saiu do ar. Em compensação, Kenan e Kel, que saiu da programação dos sábados e domingos, e "Um Maluco no Pedaço", ganharam mais um episódio durante a semana.
A partir de 4 de julho de 2009, o bloco que era exibido todos os dias passa a ser apresentado apenas de segunda a sexta, dando lugar, aos sábados e domingos, para o bloco Nick Hits, que contem os Nicktoons clássicos.
A partir do dia 5 de abril de 2010, a franquia deixa de ser um espaço noturno de seriados americanos clássicos e populares. O tema do bloco se tornou um espaço para todos os clássicos da Nickelodeon, isso inclui seriados e Nicktoons.
Em 1 de janeiro de 2015, o bloco é extinto na Nickelodeon Brasil e América Latina, após quase 9 anos de transmissão, que em seu lugar, é substituída pelas reprises de séries canceladas da Nickelodeon á noite.

## Maratonas
Para promover seus sitcoms, a Nick at Nite faz maratonas com diversos episódios. Até o atual momento já foram feitas as seguintes maratonas:
- EspeciALF: fim de semana inteiro com episódios de "Alf, o ETeimoso".
- Addams vs. Monstros: fim de semana inteiro com episódios de "Os Monstros" e A Família Addams (também estréia de "A Família Addams" no Nick at Nite).
- Mulheres à beira de um ataque de magia: fim de semana inteiro com episódios de "A Feiticeira" e "Jeannie é um Gênio".
- Maratona Nanu, Nanu!: fim de semana inteiro com episódios de "Mork & Mindy".
- Maratona que é uma bagunça: fim de semana inteiro exibindo episódios de Minha Família É Uma Bagunça

## Shows exibidos pela Nick at Nite
A história da programação da Nick at Nite é diversa, tendo exibido alguns clássicos como: Agente 86, Mork & Mindy, Vivendo e Aprendendo, entre outros. A partir de 2007, Nick at Nite coloca duas séries originais da Nickelodeon: Kenan & Kel, e Clarissa. Devido aos apelos de muitos fãs pela volta dos antigos Nicktoons, o canal criou um bloco (Friday Night Nicktoons), exibido às sextas, na Nick at Nite e também na programação do canal. Nickelodeon vendo que os altos índices de audiência haviam sido efetivos, extinguiu-o para criar um bloco mais dinâmico e com um próprio logotipo, assim nascia a Nick Hits, clássicos originais da Nickelodeon exibidos entre as 22h e as 6h, mas para isso, a Nickelodeon teve que excluir a programação da Nick at Nite nos sábados e domingos, que gerou o cancelamento de várias séries que ainda estavam começando no bloco (inclusive Clarissa). Essa situação durou de 4 de julho de 2009 a 5 de abril de 2010, quando a Nickelodeon, vendo que estava sendo pressionada a voltar o bloco nos finais de semana, e também para manter seus antigos clássicos, os reuniu em um só bloco: Nick at Nite.

## Audiência
De 2005 a 2008, o bloco teve um dos mais altos níveis de audiência noturna desde a fundação do canal, uma vez que as noites do Nickelodeon Brasil entre a fundação em 1995 a 2005 (ano da estreia do Nick @t Nite) eram tomadas pelas reprises do dia.
A partir de 5 de Abril de 2010, o bloco teve grandes alterações em sua programação, deixando de ter apenas sitcoms clássicos, para ter desenhos animados já cancelados do canal, antigamente exibidos no bloco Nick Hits e o desenho animado Família X. A partir do dia 3 de Janeiro de 2011, o programa passou a começar às 23h00 e ocorreu a saída de Manual de Sobrevivência Escolar do Ned e Zoey 101 e o retorno da série A Feiticeira.
Em 3 de Maio de 2011 sai Skimo e entra Alexandra, Princesa do Rock. E a partir de maio, nas madrugadas de sábado e domingo são exibidas séries e desenhos animados não-clássicos da Nick como Yu-Gi-Oh! GX (que tem 2 episódios seguidos exibidos), estreia dia 2 de janeiro Normal Demais e True Jackson, sai Naked Brothers Band e Alf, O Eteimoso e Um Maluco no Pedaço começam mais cedo e tem mais um horário na madrugada.

### Queda na audiência
Em 2009 a Nickelodeon enfrentou uma grande queda na audiência do Nick at Nite devido as muitas reprises dos seus programas (entre eles Clarissa e Kenan e Kel); Clarissa tinha somente 9 episódios dublados e 3 em Espanhol.
- Fevereiro de 2009: o bloco passou a terminar às 4:00 em vez de às 5:00.
- Março de 2009: o bloco deixa de passar aos sábados e domingos sendo reprisado a programação de 19:00 a 22:00 e 9:00 10:30.
- Março de 2009: o bloco volta a passar nos sábados e domingos, mas começa às 2:00 da manhã sendo substituído pela programação de 19:00 as 22:00 do canal.
- Abril de 2009: nos finais de semana, o bloco passou a começar às 23:00 e substituído por Friday Night Nicktoons.
- Julho de 2009: o bloco é novamente removido dos sábados e domingos, sendo substituído por Nick Hits.
- 5 de Abril de 2010: o bloco é fundido com o Nick Hits e volta aos sábados e domingos, mas apenas com Clássicos Nicktoons.
- 1 de Janeiro de 2015: o bloco é extinto da programaçao da Nickelodeon, o logomarca do Nick@Nite deixou de ser usado nas noites da Nick, mas a programaçao continua exibindo-se normalmente.